# АнализМаркет
АнализМаркет — поисковая система в области функциональной и лабораторной диагностики, позволяющая найти медицинские учреждения, выполняющие определённые диагностические исследования, с возможностью сравнения цен. Проект был создан при поддержке венчурного фонда Viamedix, специализирующегося на медицинской тематике и существует на территории четырёх стран: России, Украины, Белоруссии и Казахстана.
Цель проекта — сделать лабораторный рынок более открытым и понятным для рядового потребителя. Его задачи — сбор базы по лабораторной и функциональной диагностике (с информацией о цене и медицинских учреждениях, предоставляющих данные услуги) и создание единого классификатора наименований лабораторной и функциональной диагностики для удобного поиска.
Сайт АнализМаркет построен по принципу интернет-магазина, однако при этом на нём не производится оплата услуг. Сайт является независимой системой и предоставляет информацию об исследованиях, выполняемых в различных лабораториях России, Украины, Белоруссии и Казахстана.
Пользователь может оформить заказ, распечатать его, либо выслать его себе по электронной почте или сохранить в формате PDF.

## История
- Летом 2012 года была запущена бета-версия.
- В ноябре 2012 года был официально запущен новый раздел в рамках проекта — функциональная диагностика[5]
- В декабре 2012 года Проект участвовал в международной выставке Здравоохранение-2012[6][7]
- В июле 2013 года количество медицинских учреждений в системе АнализМаркет превысило 2000[8].
- В августе 2013 года RussianStaptup Rating присвоил проекту наивысший рейтинг инвестиционной привлекательности ААА[9]. Рейтинг составлялся независимыми экспертами из PwC, РВК, GreenfildProject, Pulsar Cpt., Almaz Cpt и другими российскими и зарубежными компаниями.
- В феврале 2014 года комиссия RussianStartup Rating подтвердил второй раз рейтинг инвестиционной привлекательности компании ААА[10].